# Haus-Kopf-über

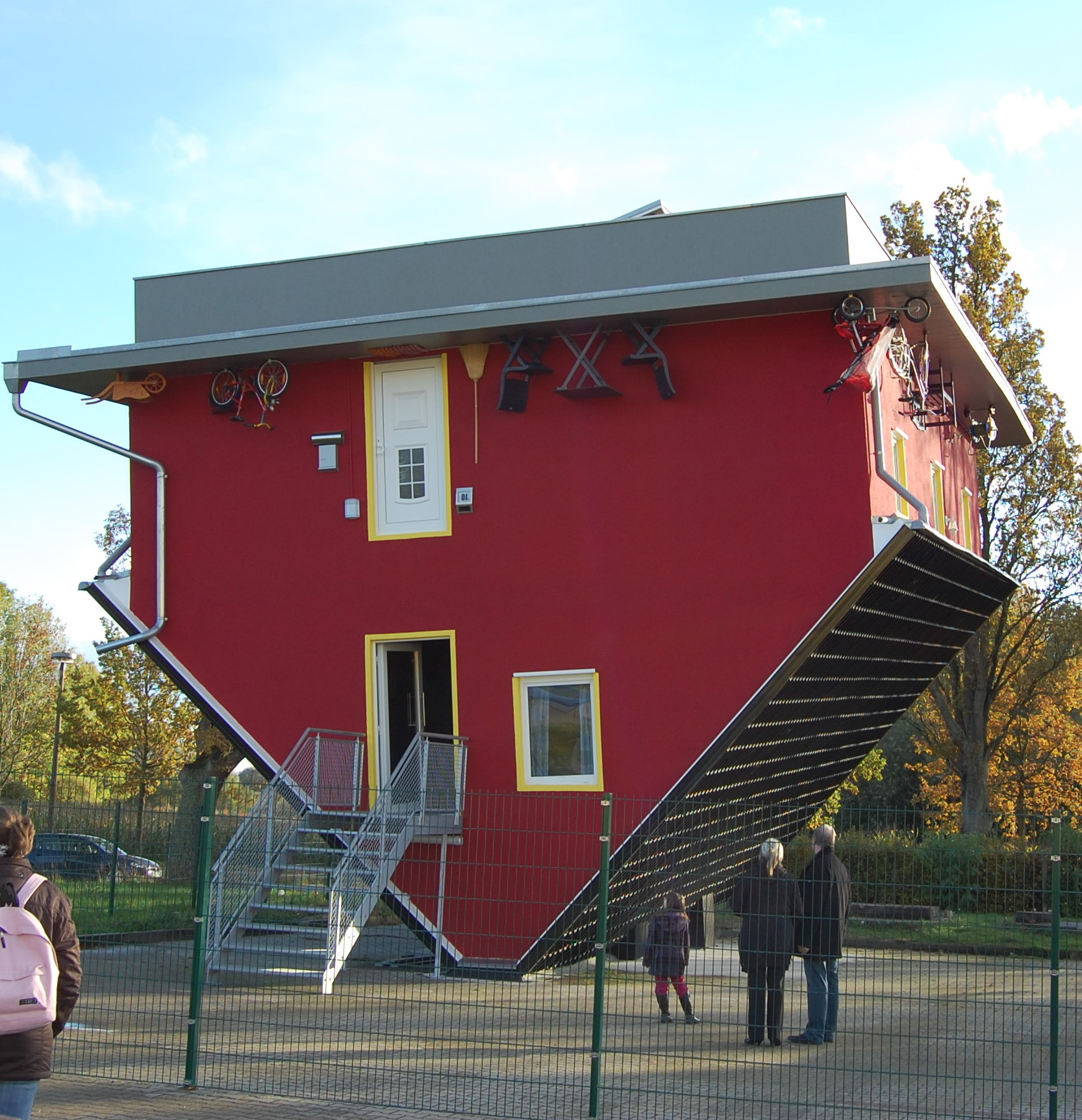
Haus-Kopf-über in Putbus

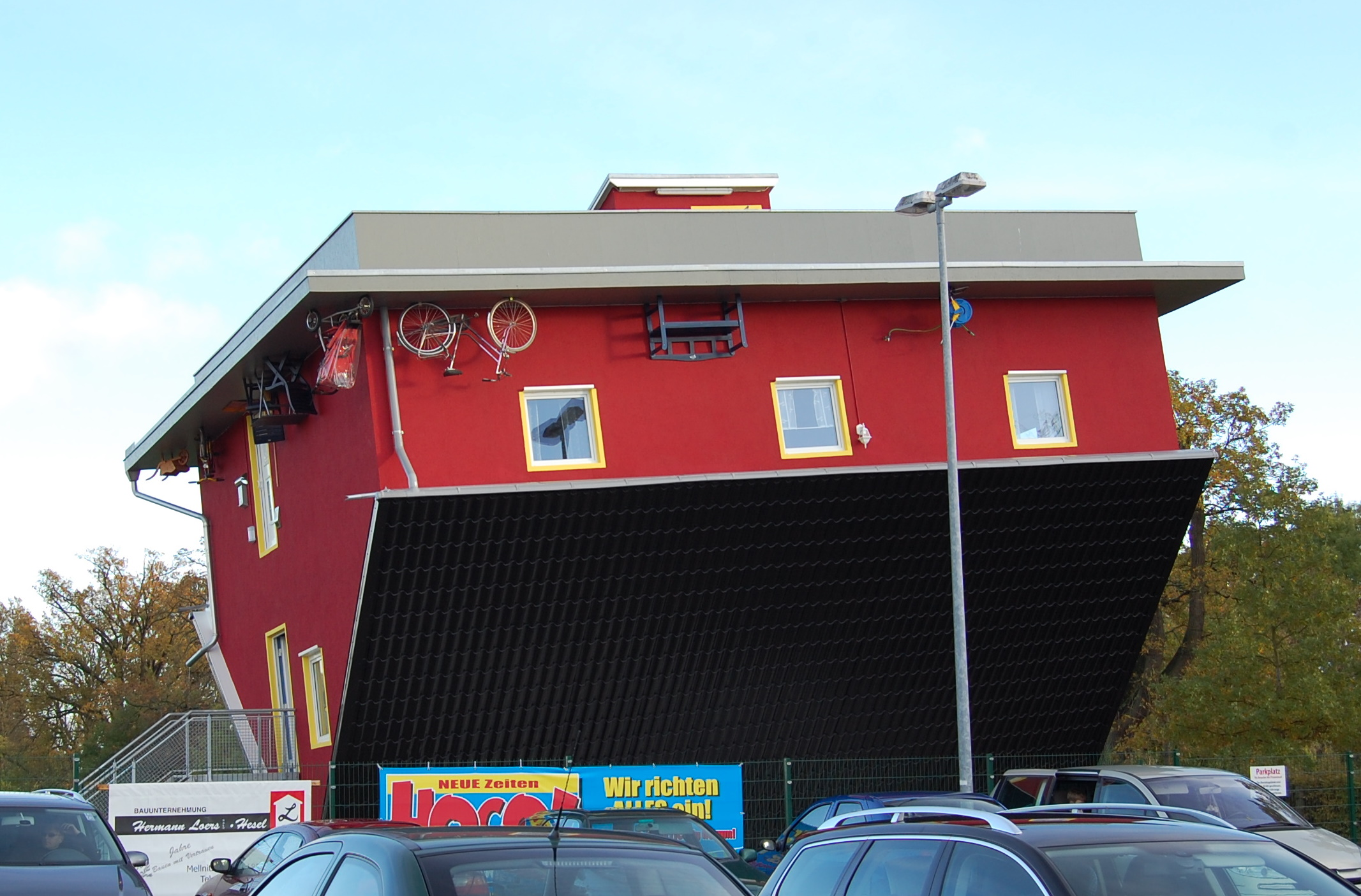
Seitenansicht

Das Haus-Kopf-über (auch die Schreibweise Haus-Kopfüber ist gebräuchlich) ist ein „Auf dem Kopf stehendes Haus“, ein auf seinem Spitzdach stehendes Gebäude.
Das Haus entstand in Putbus auf Rügen und wurde im Juli 2010 eröffnet. In der äußeren Gestalt eines typischen Einfamilienhauses wurde ein 12 Meter langes, 10 Meter breites und 12 Meter hohes Gebäude errichtet. Es berührt nur mit einem Teil seines Dachfirstes den Boden, darüber erheben sich in umgekehrter Reihenfolge die Geschosse des Gebäudes. Oben befindet sich die Bodenplatte, die als Aussichtsplattform dient. Um die Statik des Bauwerks zu gewährleisten, wurde ein Stahlskelett von 35 Tonnen Gewicht eingebaut. Die Baukosten betrugen mehr als 300.000 €. Bauausführendes Unternehmen war die Firma Hermann Loers.
Das Haus ist im Inneren vollständig mit Schlafzimmer, Wohnzimmer, Kinderzimmer, Esszimmer, Bad und Küche eingerichtet, wobei auch hier alle Gegenstände auf dem Kopf stehen. Möbel wie Stühle, Schränke, Tische und Bett, aber auch Dusche und Toilette hängen somit kopfüber vom Fußboden. Da das Gebäude auch leicht horizontal und vertikal geneigt ist, wird der Gleichgewichtssinn der Besucher irritiert.
Das Haus ist aufgrund seiner Möblierung nicht bewohnbar, kann allerdings beheizt werden. Es ist gegen Entgelt ganzjährig zu besichtigen. Die Betreibung erfolgt durch die Pirateninsel Rügen GmbH. Das Unternehmen betreibt in unmittelbarer Nachbarschaft auch den Indoorspielplatz Pirateninsel, der seit 2007 in einem ehemaligen Baumarkt untergebracht ist.
Ein ähnliches Gebäude wurde bereits 2008 in Trassenheide auf Usedom errichtet.